# Fábio Lima
Fábio Daniel Marques Lima, noto semplicemente come Fábio Lima (Porto, 16 ottobre 1988), è un giocatore di calcio a 5 portoghese.

## Carriera
Cresciuto nel settore giovanile del Boavista, ha trascorso l'intera carriera in patria eccetto due brevi esperienze nel campionato cinese e in quello emiratino. Con la nazionale portoghese ha disputato il campionato europeo 2016, concluso dai lusitani ai quarti di finale.

## Palmarès
- Campionato portoghese: 1
Sporting CP: 2015-16
- Coppa del Portogallo: 1
Sporting CP: 2015-16
- Taça da Liga: 1
Sporting CP: 2015-16
- Supercoppa portoghese: 1
Sporting CP: 2014